# 335P/Gibbs
335P/Gibbs – okresowa kometa w układzie słonecznym. Następnie trafi do peryhelium w sierpniu 2022. Kometa wraz z 266P/Christensen została uznana jako potencjalne źródło sygnału "Wow"! z roku 1977.